# Roksana Węgiel
Roksana Emilia Węgiel, connue sous le nom de Roksana Węgiel, née le 11 janvier 2005 à Jasło en Pologne, est une chanteuse polonaise, notamment connue pour avoir remporté le Concours Eurovision de la chanson junior 2018 avec sa chanson Anyone I Want to Be (« Celle que je veux être »), avec laquelle elle représente son pays natal, la Pologne.

## Jeunesse et débuts de carrière
Elle remporte la première édition polonaise de The Voice Kids le 24 février 2018, coachée par Edyta Górniak.
Elle y interprète les chansons Purple Rain (Prince), To nie ja! (Edyta Górniak) ainsi que sa propre chanson Żyj.

## À l'Eurovision Junior 2018
Sa chanson, intitulée Anyone I Want To Be (« Celle que je veux être »), est interprétée en anglais et en polonais. 
Le Concours Eurovision de la chanson junior 2018 s'est déroulé à Minsk, en Biélorussie. Sur vingt candidats, elle passe en dernière position. Elle remporte le concours avec 215 points. Elle devance de douze points la candidate française Angélina, deuxième, et la candidate australienne Jael Wena qui termine troisième. Elle ne reçoit par le jury qu'un seul score maximal de douze points, accordé par la France.

## Discographie

### Albums studio
- 2019 : Roksana Węgiel
- 2023 : 13+5

### Single
- 2018 : Żyj
- 2018 : Obiecuję
- 2018 : Zatrzymać chwilę (avec Edyta Górniak)
- 2018 : Anyone I Want to Be
- 2018 : Święta to czas niespodzianek (avec Zuza Jabłońska et 4Dreamers)
- 2019 : Lay Low
- 2019 : Bunt
- 2019 : Dobrze jest, jak jest
- 2019 : Potrafisz
- 2019 : Half of My Heart
- 2019 : MVP